# Национален стадион на Малдивите
Националният стадион на Малдивите (на дивехи: ޤައުމީ ފުޓްބޯޅަ ދަނޑު) в Мале е най-големият многофункционален стадион на Малдивите.
Стадионът има 11 850 седящи зрителски места.